# Bella Unión Veracruz
Bella Unión Veracruz är en ort i Mexiko.   Den ligger i kommunen Calakmul och delstaten Campeche, i den östra delen av landet, 1 000 km öster om huvudstaden Mexico City. Bella Unión Veracruz ligger 184 meter över havet och antalet invånare är 118.
Terrängen runt Bella Unión Veracruz är huvudsakligen platt, men österut är den kuperad. Runt Bella Unión Veracruz är det glesbefolkat, med 11 invånare per kvadratkilometer. Närmaste större samhälle är Cinco de Mayo, 4,1 km norr om Bella Unión Veracruz. I omgivningarna runt Bella Unión Veracruz växer i huvudsak städsegrön lövskog.